# غالب علي جميل
غالب علي جميل سياسي و دبلوماسي يمني من مواليد عزلة الأكروف التي كانت تتبع مديرية مذيخرة سابقا و شرعب السلام حاليا. درس الابتدائية بمدرسة الأحمدية بمدينة تعز في خمسينيات القرن الماضي و أكمل دراسته في السعودية و مصر وحصل على بكالوريوس في الاقتصاد و العلوم السياسية من الولايات المتحدة الأمريكية ثم عاد لليمن بعد ثورة 26 سبتمبر 1962. توفي في السويد في 22 يوليو 2016 و دفن في صنعاء.

## أهم المناصب
- رئيس الدائرة السياسية بوزارة الخارجية 1965-1967
- نائب مندوب اليمن لدى الأمم المتحدة 1967-1970
- قائم بالأعمال لدى الاتحاد السوفيتي 1970 - 1971
- وكيل لوزارة الخارجية 1971- 1975
- سفير لدى العراق 1975 - 1979
- سفير لدى المملكة المغربية 1979 - 1981 و سفير غير مقيم لدى أسبانيا
- سفير لدى فرنسا 1983 - 1986
- سفير اليمن لدى السعودية و مندوب اليمن لدى منظمة المؤتمر الاسلامي 1986 - 1995
- مستشار رئيس الجمهورية لشؤون الجزيرة والخليج 1995 - 1997
- الأمين العام المساعد لمجلس الوحدة الاقتصادية العربية في القاهرة 2000-2004 [2]